# Акбулак (Костанайская область)
Акбулак (каз. Ақбұлақ) — упразднённое село в Наурзумском районе Костанайской области Казахстана. Входило в состав Буревестненского сельского округа. Исключено из учётных данных в 2017 году. Код КАТО — 395833200.

## Население
В 1999 году население села составляло 341 человек (183 мужчины и 158 женщин). По данным переписи 2009 года в селе проживало 167 человек (87 мужчин и 80 женщин).